# HD 11506 b
HD 11506 b هو كوكب خارج المجموعة الشمسية مؤكد يقع على بعد 169 سنة ضوئية تقريباً في كوكبة قيطس حول نجم من نجوم النسق الأساسي النوع-G يسمى في تسمية هنري درابر الدليلة HD 11506 . اكتشف الكوكب عام 2007 من قبل اتحاد N2K الفلكي بقيادة عالمة الفلك ديبرا فيشر من خلال قياسات السرعة في مرصد كيك. وفي عام 2015 اكتشف كوكب أخر في هذا النظام منح التسمية HD 11506 c.